# Dusuna dohertyi
Dusuna dohertyi är en insektsart som beskrevs av William Lucas Distant 1907. Dusuna dohertyi ingår i släktet Dusuna och familjen dvärgstritar. Inga underarter finns listade i Catalogue of Life.